# Necrodes
Genre
Necrodes est un genre d'insectes de l'ordre des coléoptères, de la famille des Silphidae, de la sous-famille des Silphinae et de la tribu des Necrodini. Ces insectes sont nécrophages et se retrouvent à proximité des carcasses.

## Dénomination
Ce genre a été décrit par l'entomologiste anglais William Elford Leach en 1815.

### Synonymie[1]
- Asbolus (Bergroth, 1884)
- Cyclophorus (Stephens, 1829)
- Protonecrodes (Portevin, 1922)

## Liste des espèces
- Necrodes littoralis (Linnaeus, 1758)
- Necrodes nigricornis Harold, 1875
- Necrodes surinamensis (Fabricius, 1775)

## Description
- Antennes composées d'articles légèrement perfoliés et terminées par une massue allongée de cinq articles.
- Palpes peu saillants, le dernier article assez court et cylindrique.
- Les quatre premiers articles des tarses antérieurs et intermédiaires dilatés chez les mâles.
- Tête découverte
- Corselet orbiculaire, grand écusson, grands élytres plans presque carrés un peu élargis en arrière coupés carrément à l'extrémité.
- Pattes grandes, les cuisses postérieures renflées chez les mâles avec un sillon court dentelé sur ses deux bords pour recevoir la base des jambes, les jambes postérieures arquées dans le même sexe[2].